# Eisenhüttenstadt

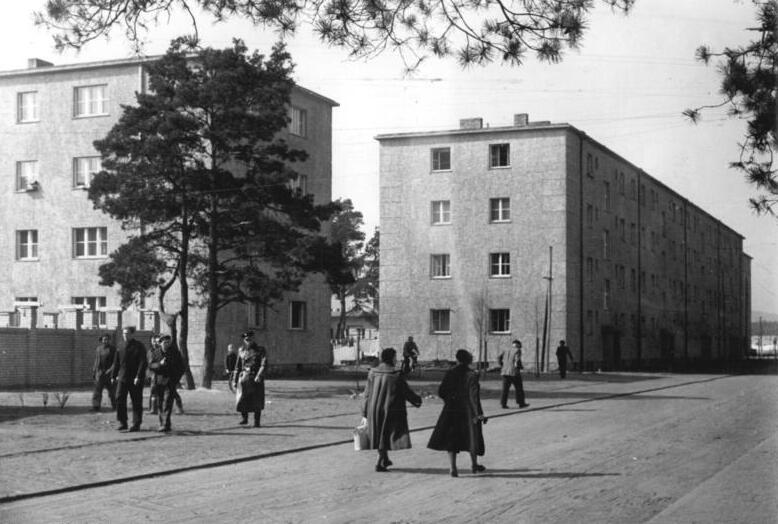
La ciudad en 1953, cuando se llamaba Stalinstadt.

Eisenhüttenstadt (literalmente «ciudad de la fundición de hierro») es una ciudad alemana del estado federado Brandeburgo. Eisenhüttenstadt está localizada en la ribera del Óder, cerca de la frontera con Polonia. La ciudad fue fundada en 1950 por el gobierno de la República Democrática Alemana como un modelo de una ciudad planificada socialista; durante un tiempo llevó el nombre de Stalinstadt, en honor al dictador Iósif Stalin. 
La ciudad entró en declive a raíz de la caída del Muro de Berlín, cuando la multinacional ArcelorMittal compró la planta metalúrgica que sustentaba económicamente la localidad, comenzando su adaptación al modelo capitalista con radicales reducciones de personal.
Esta ciudad está hermanada con las localidades de Saarlouis (Alemania), Głogów (Polonia), Drancy (Francia) y Dimitrovgrad (Bulgaria).

## Demografía
- Tendencia poblacional desde 1875 (línea azul: población; línea punteada: comparación con tendencias poblacionales del estado de Brandenburg; fondo gris: tiempo de gobierno Nazi; fondo rojo: tiempo de Gobierno comunista)
- Proyecciones y desarrollo poblacional reciente (Desarrollo poblacional antes del censo del 2011 (línea azul); Desarrollo poblacional reciente de acuerdo al Censo en Alemania del 2011 (línea azul con bordes); Proyecciones ofiales para el período 2005-2030 (línea amarilla); para el período 2017-2030 (línea escarlata); para el período 2020-2030 (línea verde)